# Pedra Lliure
La Pedra Lliure és un turó de 598 metres que es troba just a la línia que termeneja el sector d'Enfesta del municipi de La Molsosa, a la comarca del Solsonès amb el terme municipal de Castellfollit de Riubregós. S'aixeca a un quilòmetre i mig al nord del poble d'Enfesta.